# Erites angularis
Erites angularis är en fjärilsart som beskrevs av Moore 1878. Erites angularis ingår i släktet Erites och familjen praktfjärilar. Inga underarter finns listade i Catalogue of Life.

## Bildgalleri

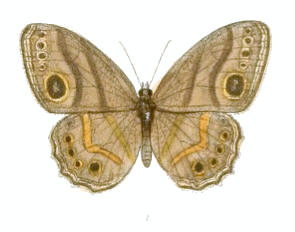
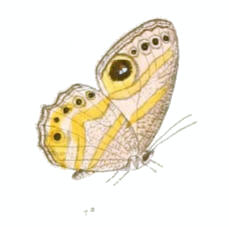
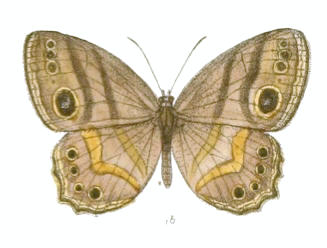
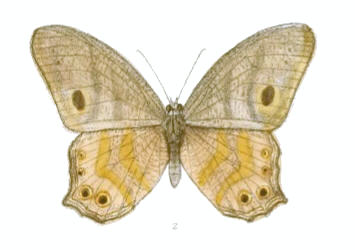
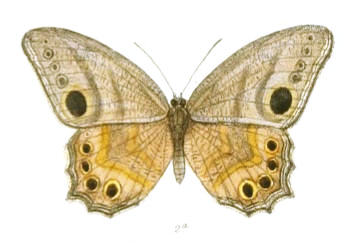
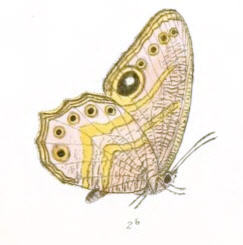